# Фольке Вассен
Фольке Вассен (швед. Folke Wassén, 18 квітня 1918 — 22 жовтня 1969) — шведський яхтсмен.
Бронзовий призер Олімпійських Ігор 1952 року в класі 5,5 метра.